# آلچاکبل، تاشوا
الساکبل، تاسووا (به لاتین: Alçakbel, Taşova) یک منطقهٔ مسکونی در ترکیه است که در استان آماسیه واقع شده‌است.